# Chuối hồng
Chuối hồng (danh pháp khoa học: Musa velutina) là một loài thực vật có hoa trong họ Musaceae. Loài này được H.Wendl. & Drude mô tả khoa học đầu tiên năm 1875.

## Hình ảnh

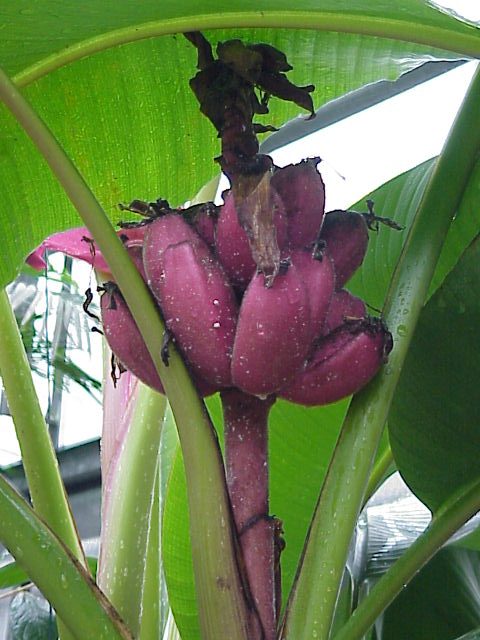
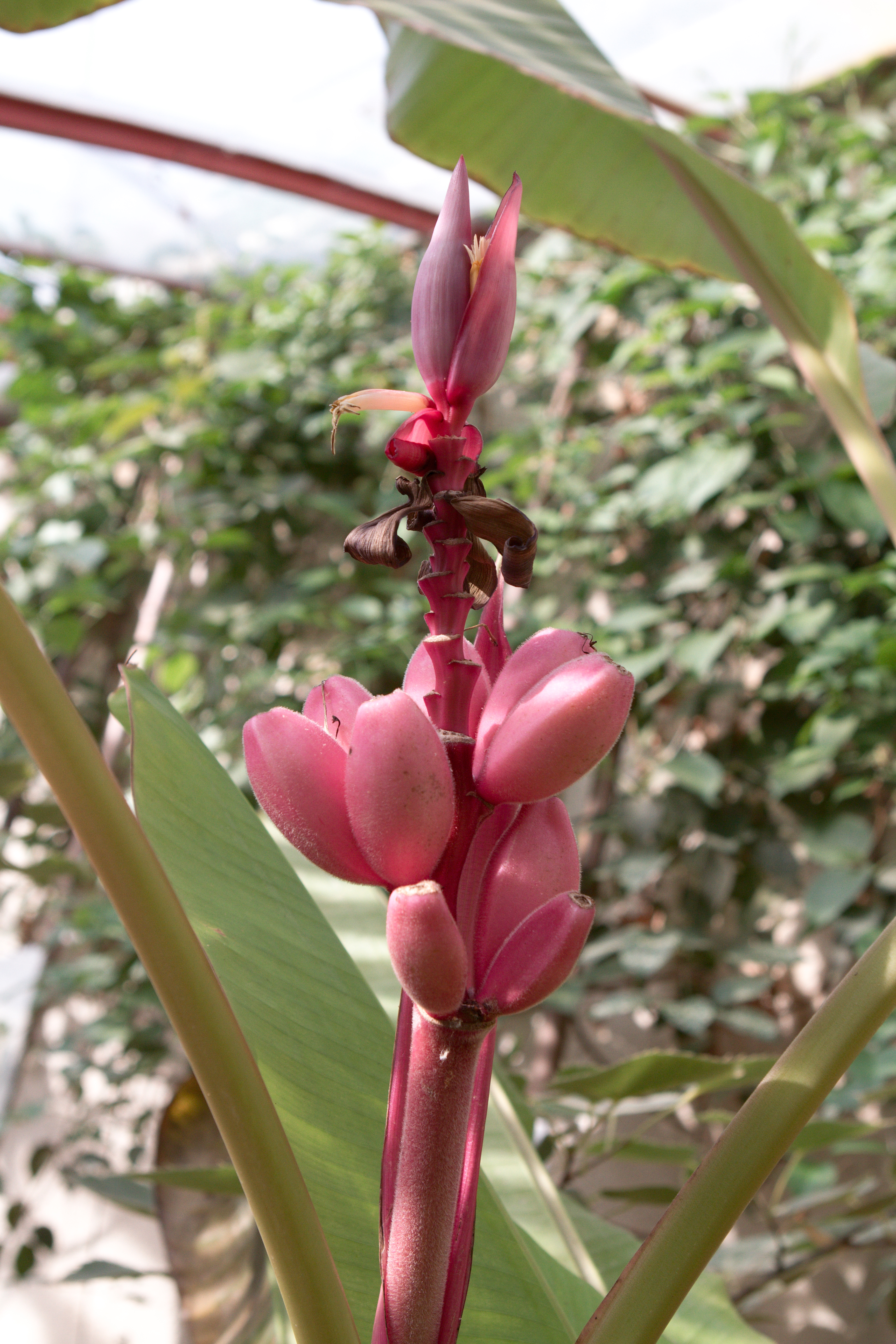
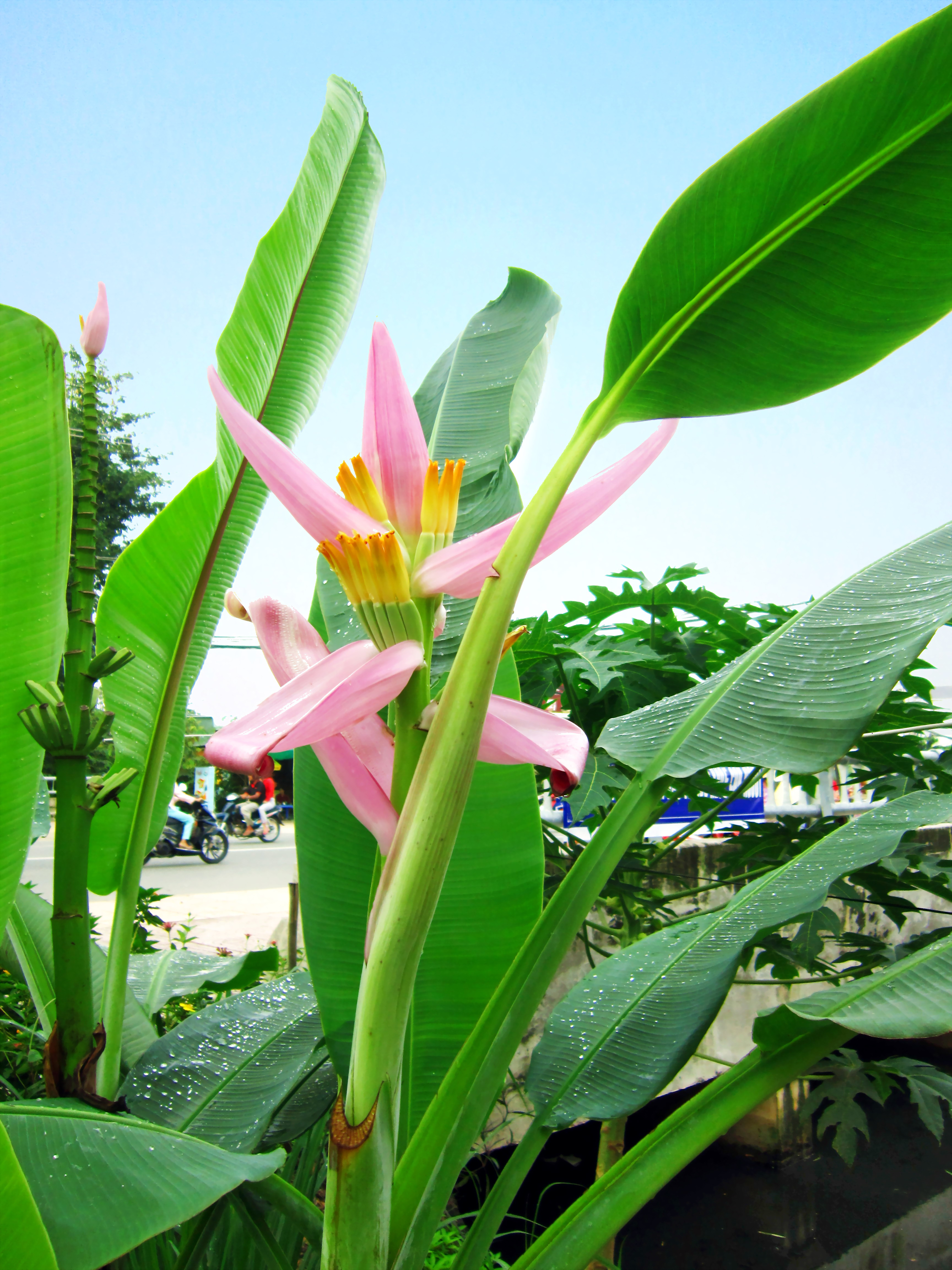
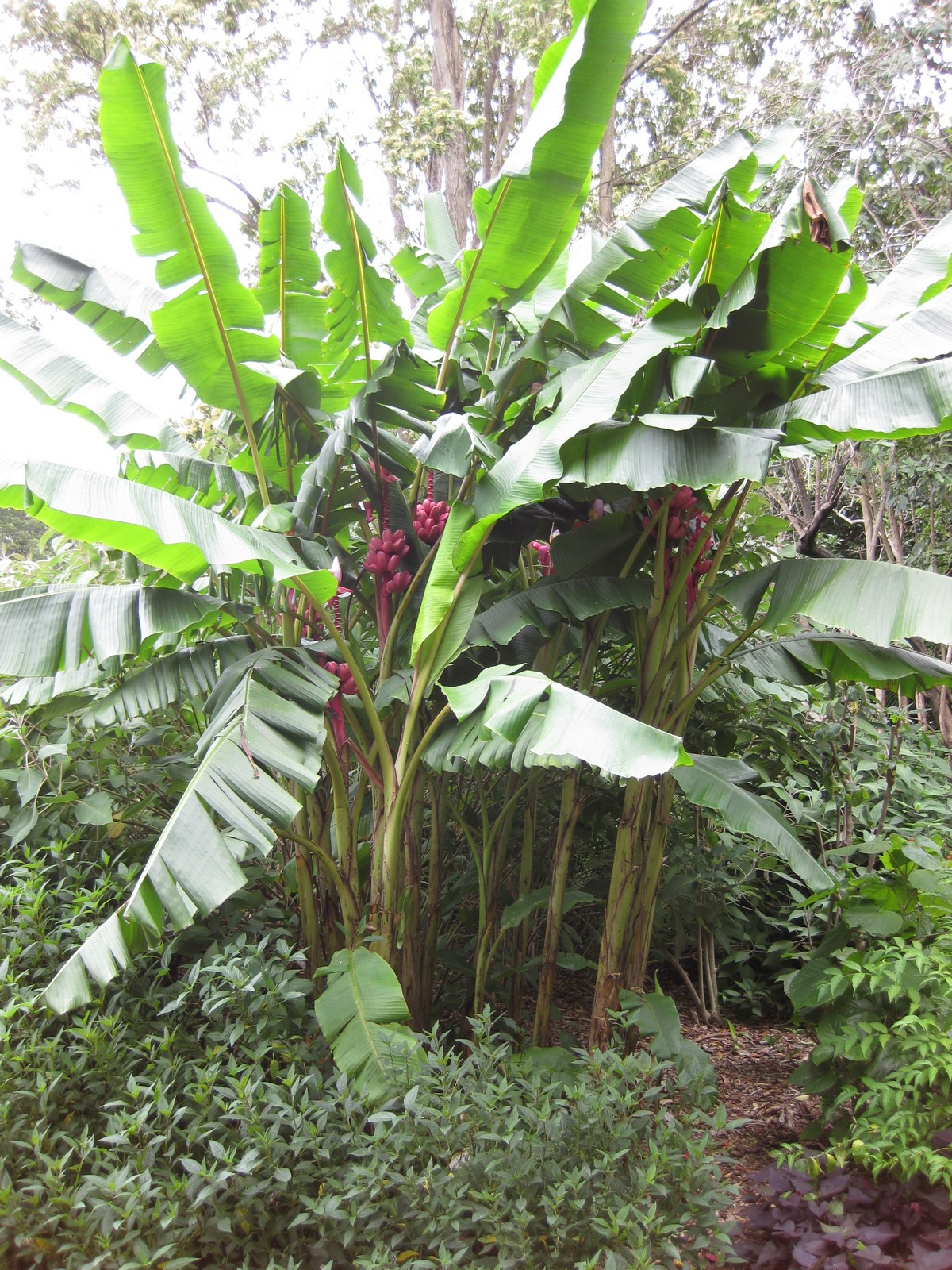